# Charlene McKenna
Charlene McKenna (Glaslough (County Monaghan), 26 maart 1984) is een Ierse actrice.

## Biografie
McKenna werd geboren in Glaslough, een plaats in de graafschap County Monaghan van Ierland, als jongste in een gezin van zes kinderen. Zij doorliep de middelbare school aan de St Louis Secondary School in Monaghan. Hierna ging zij klassieke muziek en religie studeren aan de Mater Dei Institute of Education (een onderdeel van Dublin City University) in Dublin, maar stopte met deze studie in de derde jaar om actrice te worden. McKenna trouwde in 2021 met acteur Adam Rothenberg, en verdeeld haar tijd tussen Monaghan, New York en Londen.

## Carrière
McKenna begon in 2005 met acteren in de film Breakfast on Pluto, waarna zij nog meerdere rollen speelde in films en televisieseries. In 2009 won zij een Irish Film and Television Award voor haar rol in de televisieserie Raw. Naast acteren voor televisie is zij ook actief in lokale theaters van Ierland. 

## Filmografie

### Films
Uitgezonderd korte films.
- 2023 A Greyhound of a Girl - als Tansey
- 2015 Clan of the Cave Bear - als Iza
- 2012 The Nightclub Days - als Drew
- 2012 Jump - als Marie
- 2010 Inn Mates - als Maisie
- 2009 A Boy Called Dad - als Nia
- 2008 Dorothy Mills - als Mary McMahon
- 2007 The Old Curiosity Shop - als The Marchioness
- 2007 Kitchen - als Kirsty Dunne
- 2006 Small Engine Repair - als Melanie
- 2006 The Tiger's Tail - als Samantha
- 2006 Middletown - als Adele
- 2005 Breakfast on Pluto - als Caroline Braden

### Televisieseries
Uitgezonderd eenmalige gastrollen.
- 2019-2023 Vienna Blood - als Leah Liebermann - 11 afl.
- 2019-2022 Peaky Blinders - als Captain Swing - 4 afl.
- 2021-2022 Bloodlands - als Niamh McGovern - 11 afl.
- 2018 Death and Nightingales - als Mercy Boyle - 3 afl.
- 2012-2016 Ripper Street - als Rose Erskine - 23 afl.
- 2015 A.D. The Bible Continues - als Eva - 6 afl.
- 2013 Skins - als Maddie - 2 afl.
- 2008-2013 Raw - als Jojo Harte - 30 afl.
- 2009 Pure Mule: The Last Weekend - als Jennifer Jackson - 2 afl.
- 2008 Whistleblower - als Karen - 2 afl.
- 2008 Single-Handed - als Eilish - 2 afl.
- 2005 Pure Mule - als Jennifer Jackson - 6 afl.

- Bibsys: 15019113
- Gemeinsame Normdatei: 1280478020
- Virtual International Authority File: 69149196258074790600